# Stylidium tenellum
Stylidium tenellum este o specie de plante dicotiledonate din genul Stylidium, familia Stylidiaceae, ordinul Asterales, descrisă de Olof Swartz. Conform Catalogue of Life specia Stylidium tenellum nu are subspecii cunoscute.